# Джек Гендрі
Джек Гендрі (англ. Jack Hendry, нар. 7 травня 1995, Глазго) — шотландський футболіст, центральний захисник бельгійського клубу «Брюгге».
Виступав, зокрема, за клуби «Селтік» та «Остенде», а також національну збірну Шотландії.

## Клубна кар'єра
Народився 7 травня 1995 року в місті Глазго. Вихованець юнацьких команд футбольних клубів «Селтік», «Пітерборо Юнайтед», «Данді Юнайтед» та «Партік Тісл». 23 травня 2015 року в матчі проти «Мотеруелла» він дебютував у шотландській Прем'єр-лізі у складі останнього і загалом провів за рідну команду 5 ігор в усіх турнірах.
1 вересня 2015 року Гендрі перейшов у англійський «Віган Атлетік». 6 жовтня в матчі Трофея Футбольної ліги проти «Кру Александри» він дебютував за нову команду. Загалом у цьому турнірі він зіграв у 3 іграх, але в чемпіонаті так і не вийшов на поле, тому в березні 2016 року був відданий в оренду до кінця сезону в інший клуб Першої ліги «Шрусбері Таун», після чого також на правах оренди виступав за інший клуб цього дивізіону «Мілтон-Кінс Донс».
В липні 2017 року Гендрі повернувся до Шотландії, ставши гравцем «Данді», з яким підписав дворічний контракт. У цій команді Джек відразу став основним гравцем, привернувши увагу представників тренерського штабу клубу «Селтік», до складу якого приєднався 31 січня 2018 року, підписавши контракт на чотири з половиною роки. Втім у команді з Глазго Гендрі не зумів закріпитись в основі, зігравши за два роки лише 27 ігор в усіх турнірах і вигравши по два рази поспіль чемпіонат і Кубок Шотландії та Кубок шотландської ліги. В результаті у січні 2020 року захисника було віддано в оренду спочатку в австралійський «Мельбурн Сіті», де він через травму зіграв лише 2 гри, а потім в бельгійський «Остенде».

## Виступи за збірну
27 березня 2018 року дебютував в офіційних іграх у складі національної збірної Шотландії в товариському матчі проти збірної Угорщини (1:0).
У травні 2021 року Гендрі був включений до заявки збірної на чемпіонат Європи 2020 року.
| Дата       | Місто     | Господарі         | Результат | Гості      | Турнір             | Голи | Примітки |
| ---------- | --------- | ----------------- | --------- | ---------- | ------------------ | ---- | -------- |
| 27-3-2018  | Будапешт  | Угорщина          | 0 – 1     | Шотландія  | товариський матч   | -    |          |
| 2-6-2018   | Мехіко    | Мексика           | 1 – 0     | Шотландія  | товариський матч   | -    |          |
| 14-10-2018 | Глазго    | Шотландія         | 1 – 3     | Португалія | товариський матч   | -    |          |
| 25-3-2021  | Глазго    | Шотландія         | 2 – 2     | Австрія    | Відбір до ЧС 2022  | -    |          |
| 28-3-2021  | Тель-Авів | Ізраїль           | 1 – 1     | Шотландія  | Відбір до ЧС 2022  | -    | 28' 46'  |
| 2-6-2021   | Фару      | Нідерланди        | 2 – 2     | Шотландія  | товариський матч   | 1    |          |
| 14-6-2021  | Глазго    | Шотландія         | 0 – 2     | Чехія      | ЧЄ 2020 - 1-й етап | -    | 67'      |
| 4-9-2021   | Глазго    | Шотландія         | 1 – 0     | Молдова    | Відбір до ЧС 2022  | -    |          |
| 7-9-2021   | Відень    | Австрія           | 0 – 1     | Шотландія  | Відбір до ЧС 2022  | -    |          |
| 9-10-2021  | Глазго    | Шотландія         | 3 – 2     | Ізраїль    | Відбір до ЧС 2022  | -    |          |
| 12-10-2021 | Торсгавн  | Фарерські острови | 0 – 1     | Шотландія  | Відбір до ЧС 2022  | -    | 68'      |
| 12-11-2021 | Кишинів   | Молдова           | 0 – 2     | Шотландія  | Відбір до ЧС 2022  | -    |          |
| Усього     |           | Матчів            | 12        |            | Голів              | 1    |          |

## Титули і досягнення
- Чемпіон Шотландії (2):

«Селтік»: 2017/18, 2018/19
- Володар Кубка Шотландії (2):

«Селтік»: 2017/18, 2018/19
- Володар Кубка шотландської ліги (2):

«Селтік»: 2017/18, 2018/19
- Чемпіон Бельгії (1):

"Брюгге: 2021/22
- Володар Суперкубка Бельгії (1):

«Брюгге»: 2022